# Toman (Tulung Selapan)
Toman is een bestuurslaag in het regentschap Ogan Komering Ilir van de provincie Zuid-Sumatra, Indonesië. Toman telt 1120 inwoners (volkstelling 2010).